# Byvågåsane
Byvågåsane är en bergstopp i Antarktis. Den ligger i Östantarktis. Norge gör anspråk på området.
Terrängen runt Byvågåsane är huvudsakligen kuperad, men västerut är den platt. Havet är nära Byvågåsane åt nordväst. Trakten är obefolkad. Det finns inga samhällen i närheten. 